# Родная прырода
«Родная прырода» («Родная природа») — научно-популярный иллюстрированный журнал Белоруссии, основанный в январе 1972 года как информационно-методический бюллетень.
Издаётся с приложением «Юны натураліст» («Юный натуралист»). Выходит ежемесячно на белорусском и русском языке.

## История
31 января 1972 года был сдан в печать первый номер бюллетеня «Родная прырода». Его первым главным редактором стал председатель Государственного комитета охраны природы Белорусской ССР Алексей Воронцов. Выпуском занималось издательство «Полымя». В 1972 году тираж пилотного выпуска составил 44 396 экземпляров. Изначально бюллетень выходил на белорусском языке один раз в два месяца. В 1977 году он стал журналом. Освещал вопросы охраны природы, взаимоотношений человека и окружающей среды, реализации государственных экологических программ и традиций экологического воспитания и образования. Печатал изображения живописных уголков Белоруссии. В нём содержались рассказы и стихотворения о природе.
В январе 2002 года издание журнала взял на себя «Дом прессы», который сократил периодичность выхода до одного раза в 2 месяца. По состоянию на январь 2007 года периодичность выхода была увеличена до ежемесячной, при этом журнал стал двуязычным.
С 1 августа 2009 года его публиковала «Народная газета». В 2011 году разовый тираж журнала превысил 2900 экземпляров. На страницах журнала наибольшее внимание уделялось чистоте воды и воздуха, обращению с отходами и природоохранными землями, редким видам животных и растений, занесённым в Красную книгу Беларуси, а также борьбе с браконьерством. Затрагивался вопрос развития туризма в Белоруссии. Имелись вкладки для грибников и рыбаков, путешественников, следопытов и ягодников. В журнале публиковали свои произведения Петрусь Бровка и Аркадий Кулешов, Михась Лыньков и Пимен Панченко, Анатоль Астрейко и Рыгор Бородулин.
В январе 2014 года журнал вошёл в состав Издательского дома «Звязда».

## Главные редакторы
- Алексей Воронцов (1972—1977)[7]
- Дмитрий Беспалый (1977—1991)
- Валерий Дранчук (1992)[13]
- Виктор Круковский (1993—2003)
- Михаил Шиманский (2004—2008)[10]
- Виктор Куклов (2009—2013)
- Елена Левкович (шеф-редактор; январь 2014[14] — 2015)
- Наталья Короткая (апрель 2015[15] — июнь 2016)[16]
- Елена Стельмах (2016—2017)[17]
- Ольга Пролюк (май 2017[18] — июнь 2019)[19]
- Вероника Колосова (2019—2022)
- Александрина Паршина (с 2023 года)[20]

### Тираж
- 1982, № 1 — 30 000 экз.[21]
- 1992, № 1 — 12 795 экз.[13]
- 2002, № 1 — 5989 экз.[9]
- 2012, № 1 — 3500 экз.[22]